# Odessa konstmuseum
Odessa konstmuseum (ukrainska: Одеський національний художній музей) är ett av de främsta konstgallerierna i Odessa i södra Ukraina. Museet invigdes år 1899 och är beläget i Potockipalatset som uppfördes under tidigt 1800-tal. Museet har över 10 000 konstverk, däribland målningar från några av de mest kända ryska och ukrainska konstnärerna från sent 1800-tal och tidigt 1900-tal. Det är det enda museet i Odessa som har gratis inträde den sista söndagen varje månad.